# Parc Nacional Yasuní

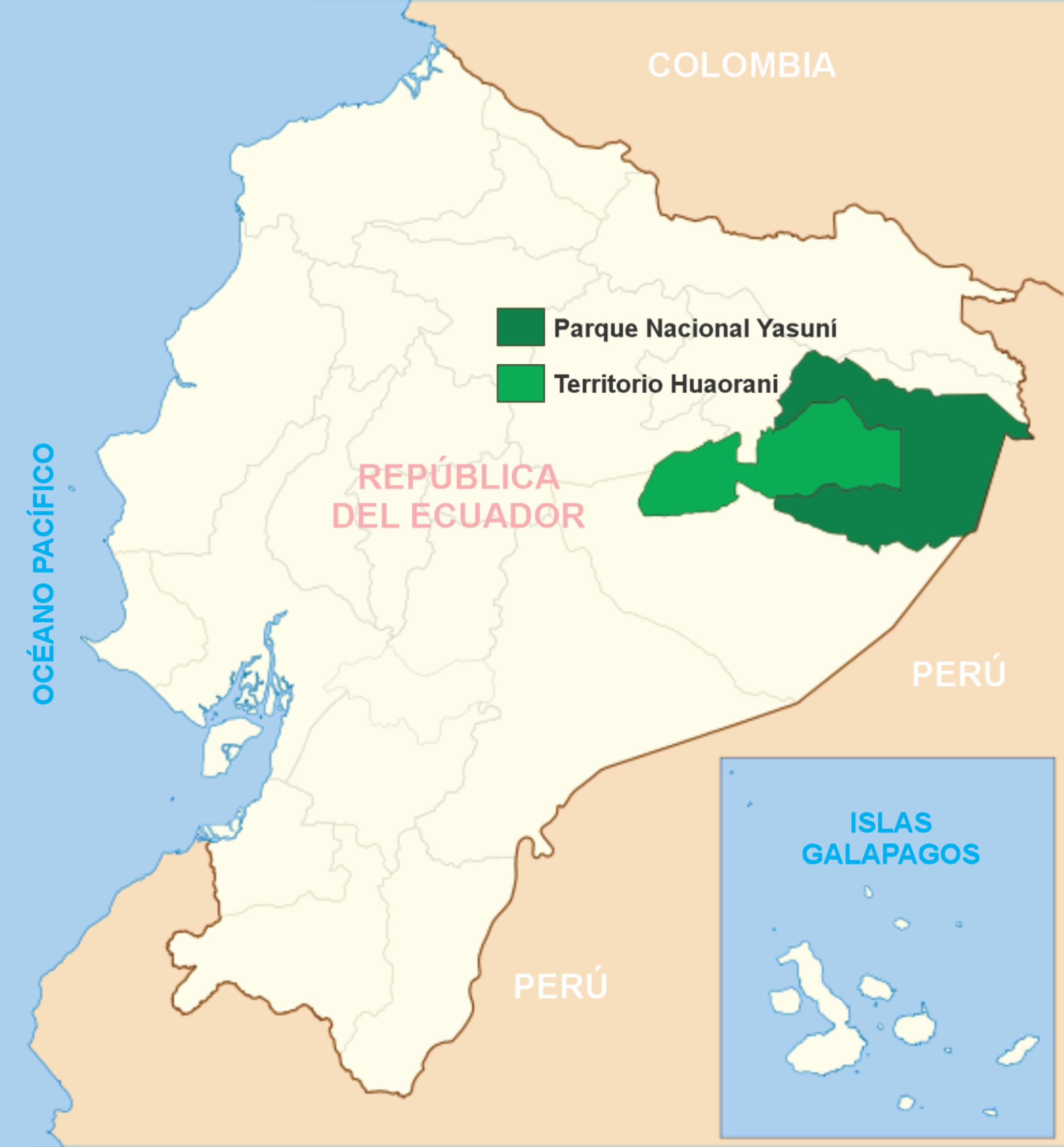
Parc Nacional Yasuní (verd fosc); Territori Huaorani (verd clar)

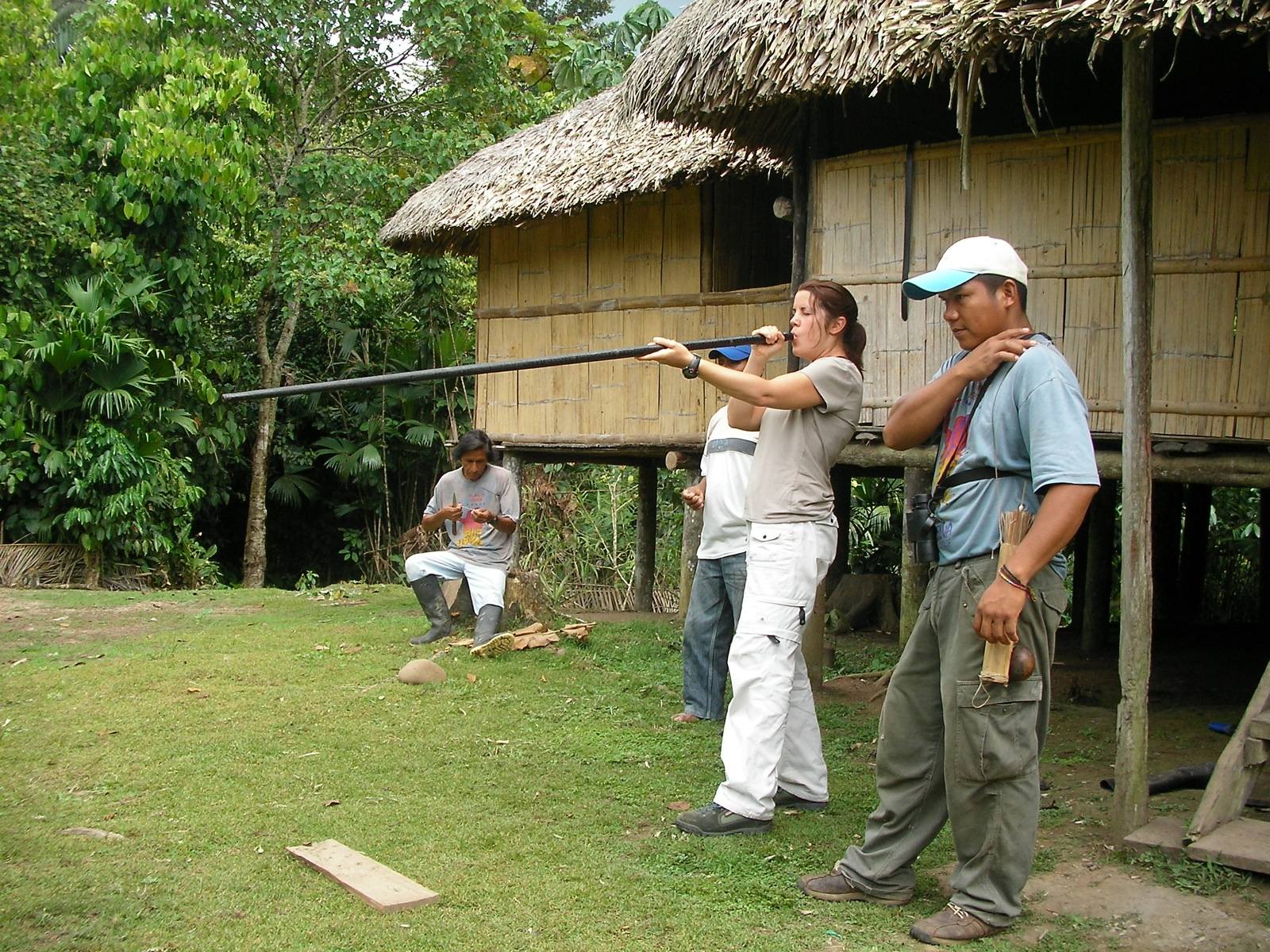
Demostració de l'ús d'una cerbatana al Parc Nacional Yasuní.

El 'Parc Nacional Yasuní' és un parc nacional equatorià que s'estén sobre una àrea de 9820 quilòmetres quadrats a les províncies de Pastaza, i Orellana entre el riu Napo i el riu Curaray en plena conca amazònica a uns 250 quilòmetres al sud-est de Quito. El parc, fonamentalment selvàtic, va ser designat per la Unesco el 1989 com una reserva de la biosfera i és part del territori on està situada la nació huaorani. Dues faccions wao, els tagaeri i taromenane, són grups en aïllament voluntari.

## Ubicació
El Parc Nacional Yasuní està situat a la regió amazònica equatoriana (PNY), se situa en àrees de les subconques dels rius Tiputini, Yasuní, Nashiño, Cononaco i Curaray, tributaris del riu Napo, el qual alhora desemboca en l'Amazones. El Parc té forma de ferradura i comprèn des de la zona sud del riu Napo i nord del riu Curaray, estenent-se per la conca mitjana del riu Tivacuno. Segons un recent estudi el Parc Nacional Yasuní i la zona ampliada subjacent es consideren la zona més biodiversa del planeta per la seva riquesa en amfibis, aus, mamífers i plantes. 000 El parc compta amb més espècies d'animals per hectàrea que tot Europa junta.

## Biodiversitat

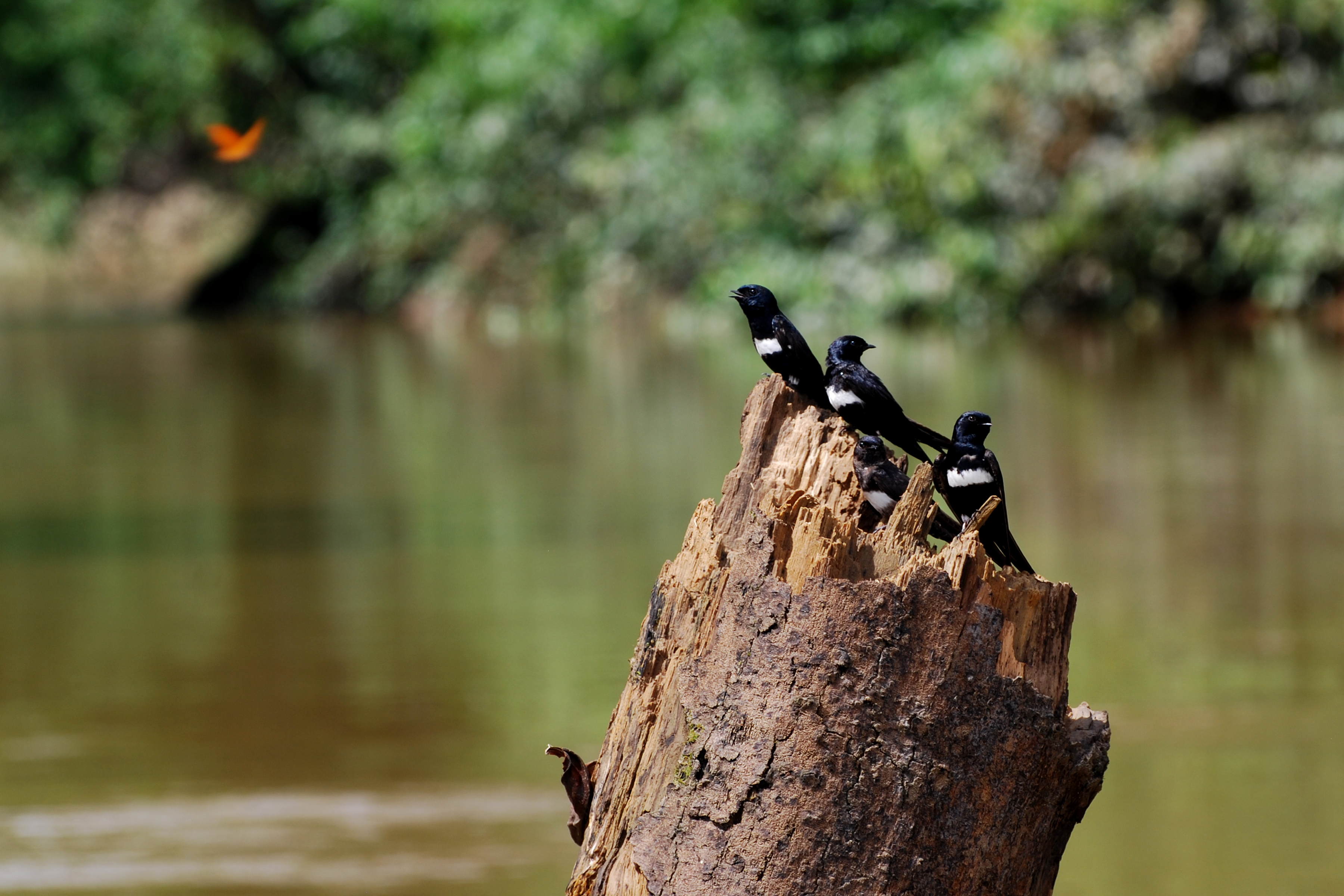
Oreneta de banda blanca en un tronc d'arbre a la riba del riu Tiputini.

Yasuní és una de les zones de la Terra més biodiverses, els estudis parlen de 150 espècies d'amfibis, 121 de rèptils, 598 espècies d'aus, entre 169 (confirmades) i 204 (estimades) de mamífers, i en flora s'han identificat 2.113 espècies i s'estima que existirien al voltant de 3.100.

## Zona Intangible
Cal ressaltar que la zona amazònica equatoriana és rica en jaciments de petroli i que l'economia petroliera és el pilar sobre el qual se sosté l'economia de l'Estat equatorià des de la dècada de 1970. Davant això, l'any 1998 el govern de Jamil Mahuad va declarar la zona sud de PNY com a Zona Intangible, per protegir els pobles en aïllament voluntari i preservar la reserva de la biosfera lluny dels camps petroliers.

## Yasuní ITT

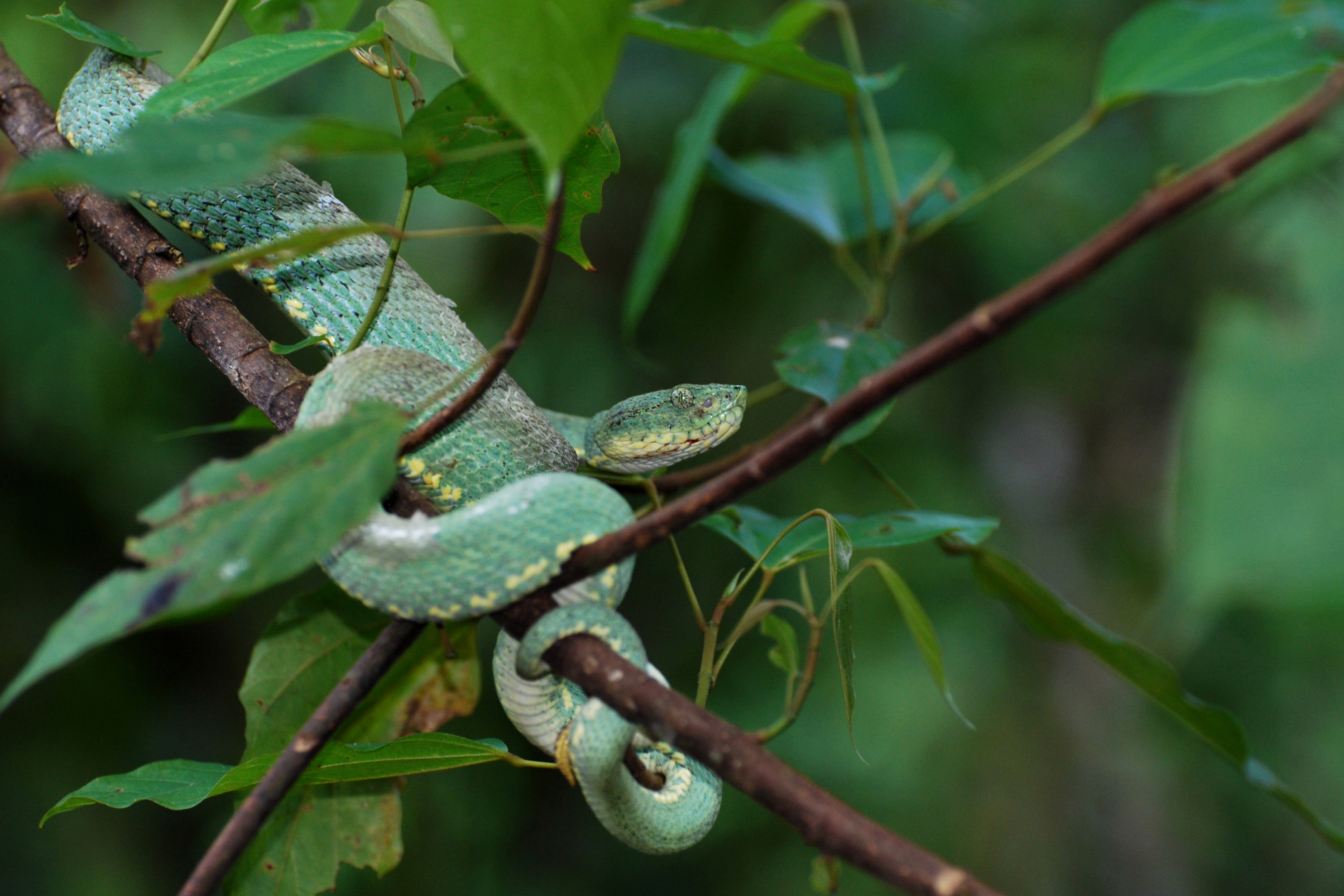
Serp al Parc Nacional Yasuní

La Iniciativa Yasuní-ITT va ser una proposta sorgida de grups ecologistes i presa pel govern de Rafael Correa el 2007, per condicionar la possibilitat que l'Estat equatorià permeti l'extracció de petroli que es troba en el bloc petrolier ITT a la zona nord del Parc.
Es va basar que els països desenvolupats paguin a Equador cada any una compensació econòmica per mantenir aquest territori sense explotació petroliera, amb la meitat del de l'import valorat en la seva possible explotació. L'estat equatorià participava amb la compensació econòmica de l'altra meitat, en negar-se a explotar el parc nacional i no exportar el petroli a altres països.
En 2013 l'estat equatorià va cancel·lar la campanya perquè no es va aconseguir la compensació econòmica internacional, segons l'acordat anteriorment amb els quals van presentar la proposta i va anunciar que un 0,1% del parc nacional s'usarà per a l'extracció petroliera, és a dir 10 quilòmetres quadrats(1.000 ha), la qual cosa s'estima generarà al voltant de 18.000 milions de USD (600 milions de dòlars anuals durant 30 anys).    000

## Finançament del parc
El govern alemany va fer efectiu 46 milions de dòlars al «Programa Especial de Reserva de Biosfera del Yasuní» el febrer de 2013, per a projectes d'energia renovable, conservació del bosc i desenvolupament social de les comunitats indígenes de l'àrea del Yasuní.
Un dels projectes a finançar per part d'Alemanya és el Rainforest Fund, la fundació del cantant Sting i la seva esposa Trudie Styler, un sistema que permet el subministrament d'aigua potable per al consum humà, tot recollint l'aigua de pluja, filtrant-la i emmagatzemant-la en 300 tancs –als quals se sumarien 700 més– per beneficiar els indígenes locals i perquè no consumeixin l'aigua dels rius, com fan actualment i perquè no la consumeixin contaminada amb petroli, en cas d'un possible vessament petrolier en el futur, ja que els indígenes que habiten una petita extensió del parc, actualment no tenen aigua potable per al consum humà.
També hi ha la proposta de mantenir la preservació de la gran majoria d'extensió del parc nacional amb el mercat de bons de carboni proposats pel Protocol de Kyoto, on el govern equatorià es podria comprometre en el futur a limitar la zona d'explotació petroliera a menys de l'1% del territori total del parc nacional, per no afectar la majoria de les hectàrees del bosc, preservar la majoria dels arbres del parc nacional i reforestar les zones afectades per una activitat petroliera en el futur.